# Prve visoke civilizacije
Prve visoke civilizacije so nastale približno leta 3500 pr. n. št. ob Nilu, Evfratu, Tigrisu in drugih velikih rekah. Njihov nastanek štejemo za prelomni trenutek, ki je ločil prazgodovino od starega veka.
Naseljevanje ljudi v porečjih Nila v Egiptu in Evfrata in Tigrisa v Mezopotamiji se je začelo v 5. tisočletju pr. n. št. Pred tem se je večina ljudi preživljala z lovom in nabiralništvom. Po svetu so že obstajala majhna stalna vaška naselja, a v večini je bilo prebivalstvo nomadsko. Razvoj kmetijstva pa je privabljal vse več ljudi, da so se začeli naseljevati v vaseh in mestih. Kot posledica tega so vzniknile prve visoke civilizacije. Ob velikih rekah in njihovih porečjih so nastale zato , ker so bili tam ugodni pogoji za razvoj kmetijstva.
Prve države so se razvile ob velikih rekah severne Afrike in v Aziji. Ob Nilu je nastal Egipt, ob rekah Evfrat in Tigris Mezopotamija (Medrečje), ob Indu Indija in ob Rumeni reki Kitajska. Malo kasneje so se razvili še Fenicija, Palestina, Perzija in Hetitski imperij.
Skupne značilnosti prvih visokih civilizacij so: namakanje polj, urbano oz. mestno življenje, uporaba pisave, množična uporaba kovin za izdelavo orodja in orožja, gradnja monumentalnih stavb iz opeke ali klesanca, izdelava keramičnih posod s tankimi stenami in izdelava velikih kipov.

## Namakalno poljedelstvo
Na območju Egipta in Mezopotamije pade zelo malo dežja, zato so si ljudje pridelali dovolj hrane le s pomočjo umetnega namakanja polj s poplavno vodo, ki so jo reke prinašale vsako leto znova. Rodovitnost polj je povečalo tudi naplavljeno blato (zelo rodovitno).
Težišče kulturnega razvoja se je iz gričevnatih območij Rodovitnega polmeseca preneslo k porečjem velikih rek, kjer se je razvilo namakalno ali irigacijsko poljedelstvo.
Rodovitno ozemlje, ki je nastalo s poplavljanjem, pa je kmalu postalo premajhno za naraščajoče število prebivalcev. Zaradi tega so pričeli graditi namakalne naprave -šadufe, kanate in podobne, s katerimi so lahko tudi manj rodovitna področja spremenili v visoko donosno rodovitno pokrajino.
Pri obdelovanju zemlje so si pomagali z ralom, od 4. tisočletja pr. n. št. dalje pa so že uporabljali tudi plug. Na tako pripravljena polja so posadili različne kulturne rastline.
V Egiptu so sejali predvsem pšenico, ječmen, proso, lečo, por, več vrst melon in čebulo, iz oliv pa so pridelovali olje. Pridelovali pa so tudi sadje in sicer dateljne, murve, smokve, jabolka, breskve in granatna jabolka. Gojili so lan, ker volnenih oblačil niso cenili. Najpomembnejši pridelek je bilo žito, ki so ga hranili v kaščah iz ilovice. Izredno pomemben pridelek pa je bil tudi papirus, ki je bil v celoti uporaben. Korenine so uporabili za kurjavo, stržene za hrano, iz stebla pa so izdelovali papiruse, vrvi, sandale, uporabljali pa so ga tudi za gradnjo čolnov.
V Mezopotamiji so sadili podobno kot v Egiptu, le da so bile tu razmere manj ugodne. Vročina je bila hujša, Tigris pa je bil za namakanje manj primeren.
Na Kitajskem je bila glavna poljščina riž. Gojili so še ječmen, proso, konopljo in sviloprejke. Zelo hitro se je pojavilo izdelovanje keramike in porcelana.
V Indiji so gojili proso, riž in bombaž oz. kulture, ki so jih potrebovali za izdelavo tkanin – bili so pravi mojstri pri barvanju le-teh.

## Kmetijstvo
Redili so govedo, drobnico, prašiče, gosi in race. Za prevoz so največkrat uporabljali osla. Od leta 2000 pr. n. št. so poznali tudi konja, ki so ga uporabljali za vleko bojnih vozov in ponekod za ježo.

## Povezanost družbe
Umetno namakanje polj je zahtevalo sodelovanje in skupno delo ljudi po enotnem načrtu, ki je predvideval gradnjo prekopov, jarkov, nasipov, rezervoarjev, zapornic in skrbel za pravično delitev vode. To so bili:
- kmetje: opravljali težaška in zapletena namakalna dela
- plemstvo z vrhovnim svečenikom (posvetni vladar: vlada posameznim enotam) na čelu: načrtovanje in izvedba namakalnih del
- uradništvo: skrbelo za izvajanje vladarjevih odlokov
- vojska: vzdrževala notranji red in mir, varovala meje

Namakalno poljedelstvo je pripeljalo do tesnejše povezanosti družbe. Oblikovali so tudi državno upravo. Za vzdrževanje in plačevanje državne uprave so začeli vladarji pobirati davke, največkrat v blagu.

## Pisava
Neizogiben pripomoček pri nastanku države pa je bila pisava. Za zanesljivo velja, da so jo prvi izumili Sumerci (ustvarili Mezopotamijo), druga ljudstva pa so privzela njihovo zamisel in na tej osnovi zgradila lastno obliko pisave.
Najstarejša sumerska pisava je piktografska ali slikovna, pri kateri so besede izražene v podobah. Besede, ki so enako zvenele, a so imele popolnoma drugačne pomene, so predstavljali z enakim znamenjem (podobno rebusu). Pomen besede so nakazovali s simbolnim znakom (znak za bogove, ljudi, rastline,...). Znamenja so vpraskali s tankim trsnim pisalom v mehko glino oz. glinene plošče. Ta slikovna pisava izvira iz Uruka in sodi v čas okoli 3200 do 2800 pr. n. št. Sprva so bili znaki še zelo predmetni, potem pa so postajali vse bolj shematični. Znak ali podobo so razstavili v posamične klinaste črtice. Tako se je do leta 2400 pr. n. št. razvila zlogovna klinopisna pisava. Pri tej en znak označuje le en zlog v besedi. Ime klinopisna izhaja od pismenk klinaste oblike (latinsko ceneus pomeni klin). Kot podlago za pisanje so uporabljali glinaste ali kamnite plošče. Največkrat so ploskev razdelili v več polj, znotraj katerih so potem pisali stolpce od zgoraj navzdol.
Akadci so sumersko pisavo prilagodili svojemu jeziku. Akadščina v asirskem in babilonskem narečju se je v Mezopotamiji uporabljala kot pogovorni jezik, sumerščina pa je bila jezik učenjakov. Zlogovna klinopisna pisava je imela 600 pismenk, medtem ko jih je piktografska imela kar 2000. Klinopisno pisavo so prevzela tudi številna druga ljudstva starega Vzhoda, v 1. tisočletju pr. n. št. pa jo je izpodrinila abeceda.
Svojo pisavo so razvili tudi Egipčani. Najstarejši zapisi so iz leta 3100 pr. n. št. Pisali so na kamen, les, pečate, slonovino in zlasti papirus. Najstarejšo egipčansko pisavo predstavlja podobopis ali hieroglifi. Ta pisava je uporabljala slikovna znamenja za več skupin soglasnikov in črke. Kakor je v sumerskem klinopisu pismenka nadomeščala besedo, je egipčansko znamenje lahko pomenilo tudi drug predmet, ki se je enako imenoval. Hieroglife so uporabljali za pisanje v svetiščih, grobnicah, na papirusih z versko vsebino in na faraonovih spomenikih. Pisali so lahko z leve na desno, z desne na levo ali od zgoraj navzdol. Iz hieroglifov so razvili kurzivno (ležeče tiskane črke) hieratično in svečeniško pisavo. To je poenostavljena hieroglifna pisava, ki so jo uporabljali za pisanje pisem, zgodb in poslovnih pogodb. Iz te se je razvila še enostavnejša demotična ali ljudska pisava za pisanje pravnih listin. Hieratična in demotična pisava sodita med zlogovne, črkopisa pa Egipčani niso razvili.
Pod vplivom egipčanskih hieroglifov sta se razvila tudi kanaanski in feničanski alfabet. Ta pisava pa je vplivala na razvoj indijske, saj so med civilizacijami obstajali trgovski stiki. Najstarejšo indijsko pisavo imenujemo brahmi. Iz te se je razvila pisava devanagari, v kateri so zapisana besedila v starodavnem jeziku sanskrt, ki je izumrl v 5. stoletju pr. n. št. Ti pisavi sta alfabetski.
Kitajska pisava se je verjetno razvila pod vplivom »mezopotamske«. Najstarejša piktografska ali podobopisna pisava sodi že v čas dinastije Šang. To pisavo je dal poenostaviti cesar Qin Shi Huangdi v 3. stoletju pr. n. št. in je v rabi z nekaterimi spremembami še danes. Danes poznajo že okoli 50.000 pismenk, za enostavno pisanje pa zadostuje poznavanje 5000 pismenk.

## Začetki znanosti, matematike in prava
Zahtevnejša družbena organizacija in državna uprava sta vplivali tudi na začetke razvoja znanosti. Dosežki znanosti so bili ustrezni stopnji razvitosti tedanje civilizacije in glede na to primerljivi z današnjimi znanstvenimi dosežki. Značilnosti tedanje znanosti sta preprostost in uporabnost]. Zanimalo jih je, kako postopek poteka, razumskih vzrokov za ta postopek pa niso iskali, ampak so jih pripisali delu nadnaravnih sil. Prav tako niso bili sposobni posameznih podatkov povezati v celoto ali celo pravilo. Znanstveni dosežki so bili plod poskusov, opazovanja in proučevanja.
Ker so ljudje morali zaradi vsakoletnih poplav polja na novo meriti in določiti meje, da bi preprečili mejne spore, ali pa ker so morali izdelati načrt za gradnjo svetišča ali palače, se je začela razvijati matematika. Uvedli so posebne pismenke za števila ter v Mezopotamiji razvili šestdesetiški sistem, v Egiptu pa desetiškega. Znali so seštevati, odštevati, množiti in deliti ter sestavili celo tablice množenja in deljenja. Ohranili so se celo seznami kvadratov in kubov. Znali so računati z ulomki. Znanje geometrije je obsegalo računanje ploščine in prostornine geometrijskih teles. Poznali so število π v znesku 3,1604. V okviru algebre so razvili računanje enačb prve, druge in tretje stopnje.
Astrologija in astronomija sta se razvili kot plod opazovanja gibanja teles in pojavov. Tako so ugotovili čas trajanja dneva in leta ter sestavili prve koledarje. V Mezopotamiji je koledar temeljil na luninem letu, v Egiptu pa na sončnem letu. Ugotovili so, da se je neka nesreča ali vojna zgodila v času, ko se je pojavil neki komet, ali pa da se Nilove poplave prično, ko Sonce in zvezda Sirij hkrati vzideta. Tako so začeli povezovati gibanje nebesnih teles z dogodki na Zemlji in s človeško usodo in postavili temelje astrologiji ali zvezdarstvu. Sestavili so že prve horoskope (prikaz lege Sonca, Lune in planetov ob rojstvu človeka ali drugem pomembnem dogodku), posebne celo za kralje. Razvili so tudi skromne začetke astronomije ali zvezdoslovja, nauka o nebesnih telesih in vesolju. Izračunali so celo sončne in lunine mrke, Egipčani pa so poznali pet planetov in razločevali 36 zvezd. Nebo in nebesne pojave so opazovali iz svetišč, ki so bila hkrati še astronomske opazovalnice.
Če je človek zbolel, so verjeli, da so ga obsedli zli duhovi, in so bolezen temu primerno zdravili. Poleg padarjev so poznali tudi poklic zdravnika, kar dokazuje Hamurabijev zakonik. Zdravniki so določili bolezen in predpisali zdravila. Ob zdravljenju so s čarobnimi izreki in gibi poskušali iz telesa pregnati zle duhove. Najbolj znan zdravnik je bil Egipčan Imhotep iz okoli 2880 pr. n. št., ki so ga prišteli celo med bogove. O zdravljenju različnih bolezni so pisali tudi zdravniške papiruse.
Kralji so odnose v premoženjsko razslojenih družbah prvih visokih civilizacij urejali z zapisi zakonov. Pomembnejše predpise in upravne odločitve ter sodne odločbe so tudi zapisovali. Največkrat so tako zapisali običajno pravo, ki se je predtem prenašalo iz roda v rod. Najstarejši znani zakonik je izdal kralj Urnamu iz Ura proti koncu 3. tisočletja pr. n. št. V vsakem mestu je bilo tudi sodišče. Na čelu mu je stal uradnik, ki je obenem vodil okrajno upravo.
Iznajdba pisave je omogočila začetke književnosti. Razvile so se različne literarne oblike in zvrsti. Pisava je omogočila, da so stara ljudstva zapisovala tudi pomembnejše zgodovinske dogodke. Poznamo zlasti zapise na stenah grobnic različnih vladarjev, ki opevajo njihova junaška dejanja. Veliko prazgodovinsko vrednost pa imajo tudi drugi pisni spomeniki, zlasti pravne narave.

## Gradbeništvo
Kot gradbeni material so uporabljali snov, ki jo je nudila narava ali pa so jo uvozili. Osnovni gradbeni material v Egiptu in Mezopotamiji je bila iz blata in slame izdelana opeka, posušena na soncu in zraku.
V Egiptu so grobnice, svetišča in palače gradili iz kamena, to je iz lomljenega apnenca, peščenjaka in granita. Prevažali so ga po Nilu, po kopnem pa z vozmi in tudi ročno z vrvmi. Gradbeni les so uvažali. V Egiptu so se tako ohranili ostanki številnih svetišč in grobnic, drugače kot v Mezopotamiji, kjer so gradili največ iz opeke.
Najbolj znani spomeniki iz Egipta so grobnice faraonov, v stari in srednji državi so to piramide, v novi državi pa skalni grobovi. Najbolj znani so v Dolini kraljev v Zahodnem tebanskem gorovju. Večina grobnic je bila izropana že v starem veku, ena redkih neizropanih pa je Tutankamonova grobnica. Gradbena dela so opravljali kmetje v času, ko ni bilo poljskih opravil. Piramide so gradili samo svobodni delavci, ki so to delo opravljali z veseljem. Verjeli so namreč, da je bil faraon utelešen bog in da so z gradnjo piramid dosegli odrešitev. Postavljali so tudi svetišča svojim številnim bogovom. Najbolj znano je pripadalo bogu Amon-Raju v Karnaku. Vhode so krasili vitki stebri, obeliski, v hieroglifih pa je bil napisan potek verskih obredov.
V Mezopotamiji so za gradnjo najrajši uporabljali majhne in ozke pravokotne glinaste opeke. Stene pa so znotraj in zunaj ometavali s plastjo ilovice. Notranje stene so okrasili s slikarijami, stebri in mozaiki.
Mogočne grobnice, svetišča in palače so gradili tudi v Indiji in na Kitajskem.

## Umetnost
Najbolj poznane so egipčanske poslikave. Stari Egipčani so imeli smisel za red in popolnost, ki se jim je zdela važnejša od resničnosti upodobitve. Za podlago slikam so izdelali geometrično mrežo, ki je zagotavljala sorazmernost med telesnimi deli. Zanimivo je, da so glavo in noge prikazali v profilu, oči in oprsje pa od spredaj. Položaj v družbi so prikazali z različno velikostjo prikazane osebe.
Egipčani so sprva z upodobitvijo kipov hoteli zagotoviti ljudem njihovo večnost. Zato so velikokrat kipe pridali v grobove, da bi ti sprejeli dušo umrlih. Kipi so brez življenja in togi, vendar pa izžarevajo dostojanstvo. Faraone so upodabljali sede s prekrižanimi rokami na prsih, pisarje sede s prekrižanimi nogami in papirusom v naročju, sužnje pa kleče.

## Verstva
V času prvih visokih civilizacij je bila med ljudmi prisotna vera. Pod njenim vplivom so se razvijale državnost, znanost, umetnost in književnost. Za verstva je značilen skupek obredov, magije, mnogoboštva ali politeizma ter upodabljanje bogov v človeški podobi (antropomorfizem).
Temelje veri v Mezopotamiji so postavili Sumerci. Vsaka mestna država je namreč imela svojega boga zaščitnika. Bogovi posameznih mest so bili razvrščeni v zboru bogov vseh sumerskih mestnih držav. Vrhovni bog Ura je bil Nanna, častili pa so tudi druge (v Uruku Ana, Ninurta,...). Asirci so častili boga Asurja. Ko si je Babilon podvrgel še druge mestne države, je njegov bog postal vrhovni bog Babilonije. Bogovom so postavljali templje.
Na religijo v Egiptu sta vplivala dva dejavnika: redne Nilove poplave in sončna toplota, ki sta omogočali poljedelstvo in preživetje obrečnega prebivalstva. Sonce je tako postalo vir življenja in stvarnik vseh stvari. Čaščenje sonca je tako postalo državni kult. Nilove poplave so vplivale na nastanek mita o stvarjenju sveta. Najbolj priljubljena vera pri ljudeh je bilo čaščenje Ozirisovega kulta – božanski par Oziris in Izida iz Biblosa (prej Tammuz in Ištar). Ozirisa so častili kot boga plodnosti in mrtvih.
Egipčani so verovali v posmrtno življenje. Verjeli so, da je človek sestavljen iz telesa in iz duše, imenovane Ka (življenjska moč). Po smrti naj bi se Ka vrnila v telo, zato je bilo potrebno telo ustrezno pripraviti in pokopati v grobnice,  ki so jim rekli hiše za Ka. Trupla so tako balzamirali ali mumificirali. V egipčanski veri so opazni tudi ostanki totemizma.
Pri Feničanih je imela vsaka mestna država svoje vrhovne bogove. V Tiru so tako častili vrhovno božansko dvojico Melkarta in Astarto, v Sidonu pa Baala in Astarto. Svojim bogovom so Feničani žrtvovali poleg živali celo ljudi. Arheologi so odkopali okoli 20.000 žar z ostanki kosti žrtvovanih novorojenčkov ali otrok. Ob obredu žrtvovanja otrok so morali biti prisotni njihovi starši, ki niso smeli pokazati nobene žalosti, da je bila žrtev uspešna. Otroke so žrtvovali, da bi si pridobili naklonjenost bogov v obdobjih različnih nevarnostih.